# Navalcán
Navalcán è un comune spagnolo di 2 166 abitanti situato nella comunità autonoma di Castiglia-La Mancia.